# Valle de Perputxent
El valle de Perputxent es una subcomarca de unos 50 km² incluida administrativamente en la comarca del Condado de Cocentaina (Alicante). 

## Geografía física
Situado entre la sierra de Benicadell (1.104 m de altitud) y el alto de la Cruz (820 m de altitud) al norte, las montañas de Planes ( sierra del Cantalar y del Albureca , 765 m s. n. m.) al sur, y la sierra de la Safor (1.011 m) al este, encajomando el valle. El río Serpis se ha abierto paso por los desfiladeros de Lorcha y de Vilallonga.
La región es muy accidentada, excepto las riberas del río, hoy embalsado por el pantano de Beniarrés (1958).

## Geografía política
El valle de Perputxent comprende los pueblos de Alquenènsia, Benillut, Lorcha, Beniarrés y la aldea de Almadec (actualmente en el término de Planes). Aunque la expulsión de los moriscos afecto seriamente la población del valle y los dos primeros y el último permanecen actualmente despoblados.

## Historia
En el siglo XIII, después de la ocupación cristiana, continuó siendo regentado por el caudillo musulmán Al-Azraq que estableció pacto de vasallaje con Jaime I mediante el pacto del Pouet, en 1244, que establecía la concesión de la mitad de sus rentas y pertenencias. Este valle fue uno de los puntos fuertes de las revueltas posteriores protagonizadas por Al-Azraq. El 1269 , el rey cedió villa y castillo a Gil Garcés de Azagra. Posteriormente Arnau de Romaní fue su propietario. En el año 1288 se vendería el castillo y el valle a la orden del Hospital. Más tarde, el 1319, el señorío pasó a la de Montesa por privilegio de Jaime el Justo. El 1609, la expulsión de los moriscos dejó prácticamente despoblada valle, y tuvo que ser repoblada con mallorquines.

## Economía
El valle es rico en agricultura de regadío.
Hasta 2002 existía una importante industria papelera en Lorcha.
El desfiladero creado por el rio Serpis fue aprovechado por el ferrocarril, tren de los ingleses, para enlazaba el grao de Gandia con Alcoy. Dicho ferrocarril estuvo en funcionamiento desde 1890 a 1969. En la actualidad se ha convertido en una vía verde

## Lugares de interés
- Castillo de Perputxent
- Iglesia de Santa María Magdalena , 1940 - 1950 .
- Ermita .
- Fábrica de la luz .
- Castillo de la Barcella .
- Barranco de las Hoyas .
- Fuente de los Bassiets .
- Fuente de los olvidos .
- Fuente de la Serquera .
- Vía verde del Serpis
- Cueva del Oro
- Cueva de los nueve hoyos
- Embalse de Beniarrés

- Datos: Q18008762